# Gibson Brothers
I Gibson Brothers sono stati un gruppo musicale francese fondato negli anni 70.

## Storia del gruppo
I Gibson Brothers erano tre fratelli, di origine francese e tutti nati in Martinica: Chris, cantante e percussionista, Alex, cantante e tastierista, e Patrick cantante e batterista (morto per complicazioni da COVID-19 nel 2020).
Furono uno dei gruppi che introdussero l'Eurodisco, stile che mescola il genere disco con il blues e il rock.
La prima canzone che composero fu Come to America, nel 1976.
Il loro maggiore successo fu l'album Cuba (uscito nel 1978 in Svezia), che nel 1979 entrò nella Billboard Hot 100, all'81º posto. Dall'album è stato estratto l'omonimo singolo.

## Discografia
Singoli
- 1976 – Come to America
- 1978 – Cuba
- 1980 – Ooh! What a Life
- 1980 – Que sera mi vida
- 1980 – Mariana
- 1983 – Tic Tac Tic Tac

EP
- 2023 – Gibson Brothers (Radio Giffoni)